# Сапара (острів)
Сапара (ісп. Isla de Zapara) — невеличкий острів у муніципалітеті Альміранте-Паділья, що знаходиться у протоці, котра відділяє озеро Маракайбо від Венесуельської затоки (провінція Сулія). Острів майже повністю вкритий піщаними пустелями і використовувався як в'язниця.

## Назва
Острів названо на честь автохтонного місцевого племені сапара, яке належало до гілки Ану (ісп. Añú).

## Історія
На острові Сапара почав боротьбу проти іспанських завойовників касик Нігале (народився близько 1577 року на Сапарі). 1598 року він організував опір експлуатації іспанцями свого народу і експропріації земель їхніх предків. Нігале вдалося об'єднати цією метою кілька індіанських племен, що жили довкола північної частини озера Маракайбо. Разом із однодумцями касик влаштував знищення сільськогосподарських культур, портів та поселень уздовж берегів озера.
Коаліція індійських племен на чолі з Нігале узяла під контроль прибережні міста і направила свої зусилля на облогу Маракайбо. Містянам довелося чекати декілька місяців, поки губернатор і капітан-генерал провінції Санчо Алькіса не спорядив у лютому 1607 року експедицію капітана Хуана Пачеко Мальдонадо задля вгамування непокірних індіанців. Після того, як у нього було достатньо людей, зброї та боєприпаси, два бриги і всі каное, що їх вдалося зібрати, Хуан Пачеко Мальдонадо відплив в червні 1607 року на північ і на острові Сапара зрадою полонив Нігале та його головних помічників. 23 червня 1607 року бранців привезли до Маракайбо, а вже 26-го червня стратили через повішення.
Згодом на острові звели фортецю під назвою Форт Богоматері Кармен-і-Санта-Роса-де-Торреон-Запара.
| Венесуела | Це незавершена стаття з географії Венесуели. Ви можете допомогти проєкту, виправивши або дописавши її. |